# Toshiba
Toshiba je japanski multinacionalni konglomerat sa sedištem u Tokiju, Japan. Toshiba je osnovana 1875, a danas funkcioniše kao globalna mreža više od 740 preduzeća sa 204.000 zaposlenih širom sveta i godišnjom prodajom koja premašuje 68 milijardi američkih dolara. Sedište kompanije je smešteno u Japanskoj prestonici, Tokiju.

## Istorijat
Ova vodeća kompanija je nastala spajanjem dve kompanije 1939. godine. Prva kompanija je osnovana 1875. od strane Tanaka Hisašige. Tanaka inženjerski poslovi (Tanaka Seizo-sho), je bila jedan od najvećih prizvođača telegrafske opreme u to vreme.
Nešto kasnije, 1904. , kompanija je dobila novi naziv, Šibaura Seisakušo.
Druga kompanija je osnovana 1890. godine od strane Ichisuke Fujioka. Hakunetsu-sha, je bila prvi japanski proizvođač električnih lampi. 1905. naziv joj je promenjen u Tokyo Denki.
Spajanjem ove dve kompanije, nastala je nova kompanija koja je nosila naziv Tokio Šibaura Deniki (Tokyo Shibaura Denki), koji je ubrzo promenjen u Toshiba. 1978. godine kompanija je preimenovana u Toshiba korporacija. Zbog veoma brzog napretka korporacije i obima posla, došlo je do podele Toshiba korporacije na nekoliko grupa. Neke od njih su: Toshiba EMI (1960), Toshiba međunarodna korporacija (1970),Toshiba hemija (1974) Toshiba električna oprema (1974), Toshiba osvetljenje i tehnologija (1989), Toshiba Amerika Informacioni sistemi (1989) i Toshiba prevozna korporacija.
Toshiba je zaslužna za veliki broj prvih japanskih proizvoda kao što su:
- Prvi japanski radar (1942)
- Električni šporet za pirinač (1955)
- TAC digitalni računar (1954)
- Prve televizore sa tranzistorom (1959)
- Prvu mikrotalasnu peć (1959)
- Predajnike za satelitsku komunikaciju (1963)
- Prvi video telefon u boji[8] (1970)
- Lap top računar (1986)
- Prvi japanski tekst procesor (1978)
- Dynabook, netbook lični računar (1989) kao i još mnogo toga.

Toshiba korporacija se 1977. godine spojila s brazilskom kompanijom SEMP (Sociedade Eletromercantil Paulista) formirajući Semp Toshiba.
Pored svih promena u nazvu, ova korporacija je od početka svog postojanja veliki broj puta menjala i svoj logo. 

### 2000–2010
2000–te godine, Toshiba korporacija je proslavila 125 godina postojanja. 
Samo godinu dana kasnije ova kompanije je potpisala ugovor s Orion Electric, jednim od najvećih proizvođača i dobavljača OEM, potrošačke video elektronike. Kako bi povećali proizvodnju zbog sve veće potražnje, ovim ugovorom je dogovoreno da Orion Electric proizvodi video proizvode kao i TV proizvode za Toshibu. Ugovor je trajao sve do 2008. godine. 
- 2006. godine Toshiba prestaje s proizvodnjom plazma televizora i počinje da ulaže u novu vrstu flat–panel digitalne televizije i novu tehnologiju prikaza, nazvanu SED[9].
- 17. oktobra 2006. godine, Toshiba preuzima Westinghouse Electric Company[10] za &5,4 milijardi, čime je kompanija bila većinski vlasnik, 77%.
- U januaru 2009. godine, Toshiba preuzima i proizvodnju HDD uređaja od Fucicua.
- 2010. komercijalizovan prvi 3D LCD TV koji ne zahteva naočare za gledanje.

## Organizacija Toshiba korporacije
Toshiba je organizovana u četiri glavne poslovne grupe:
1. Grupa digitalnih prizvoda
2. Grupa elektronskih uređaja i komponenti
3. Grupa kućnih aparata
4. Socijalna infrastrukturna grupa[11]

Svaka od ovih grupa se sastoji iz određenog broja manjih kompanija. 

### Grupa digitalnih proizvoda
- Mobilne komunikacije
- Digitalna medijska mreža
- Toshiba TEC korporacija

### Elektronski uređaji i komponente
- Poluprovodnici
- Displej uređaji i komponente centralnog upravljanja
- Privatni i mrežni računari uključujući diviziju vezanu za poslovne komunikacije

##### Poluprovodnici i proizvodi za skladištenje
- Centar za razvoj i istraživanje poluprovodnika
- Divizija proizvoda za skladištenje
- Memorijska divizija
- Analogna IC divizija

### Socijalna infrastrukturna grupa
- Kompanija za socijalne infrastrukturne sisteme
- Sistemi za napajanje (kombinovane plinske elektrane, nuklearne elektrane, hidro-električne elektrane i povezane komponente).
- Toshiba Amerika informacioni sistemi
- Toshiba Medicinski sistemi

### Grupa kućnih aparata
- Toshiba korporacija kućnih aparata
- Toshiba osvetljenje i tehnologija
- Harison Toshiba osvetljenje

i mnoge druge korporacije.

## Proizvodi
Toshiba kompanija nudi veliki broj različitih proizvoda kao što su klima uređaji, televizori, DVD plejeri, kontrolni sistemi, liftovi, kućni aparati (uključujući i veš mašine i frižidere), osvetljenje, medicinsku opremu (CT skener, MRI), kompjutere, poluprovodnike, TFT ekrane kao i sistemi za napajanje (uključujući električnu energiju turbine , nuklearne reaktore) i druge proizvode.
- Toshibin radio sa vakuumskim cevima
- Vakuumska cev
- Toshiba pametni telefon
- MRT-2004 MRI skener

### 3D televizori
2010. Toshiba je na sajmu CEATEC predstavila Toshiba Regza GL1 21" LED TV i LCD naočare za gledanje 3D televizora. TV prijemnik imao je i sposobnost 3D gledanja i bez korišćenja naočara. Ovi proizvodi su se našli u prodaji krajem decembra 2010. u Japanu.

### REGZA[14]
REGZA je jedinstven televizijski brend proizveden od strane kompanije Toshiba. Koristi se i u Androidu - zasnovan na pametnim telefonima koje su razvili Fucicu Toshiba mobilne komunikacije.

### HD DVD
2008. godine Toshiba je najavila prestanak proizvodnje HD DVD plejera i snimača, zbog “rata” sa Sonijem i Pionirom koji su razvili Blu-ray format. HD DVD format pretrpio je veliki poraz budući da je većina američkih filmskih studija koristila Blu-ray format.
Toshiba je najavila da će proizvoditi vlastite Blu-ray plejere kao i Blu-ray drivere za privatne i lap top računare, kao i da će se pridružiti BDA kompaniji koja nadgleda razvoj Blu-ray formata.

## Uticaj elektronskog otpada na okolinu
Elektronski otpad sadrži različite hemijske supstance koje negativno utiču na okolinu. Oslobađaju se toksični materijali, koji dospevaju u vodu i zemlju i time utiču na zdravlje ljudi, životinja kao i biljaka. Toshiba kompanija pokušava da što više unapredi recikliranje ovog otpada kao i da smanji korišćenje štetnih supstanci.
Toshiba takođe od 2008. sarađuje s kineskim univerzitetom Tsinghua s ciljem da se formira istraživačka ustanova koja bi se bavila temama očuvanja energije i okoline. Novi Toshibin energetsko-istraživački centar nalazi se u Pekingu gde 40 studenata radi na istraživanju opreme pokretane električnom energijom i novim tehnologijama koje će pomoći da se zaustavi proces globalnog zagrevanja. Toshiba se kroz ovo partnerstvo nada da će razvijati proizvode koji će bolje zaštititi okolinu i štedeti energiju u Kini.

## Spoljašnje veze
- Kompanija Toshiba